# Sigurd Toresson
Sigurd Toresson (980 - 1020) fue un influyente caudillo vikingo de Trondenes, Noruega en el siglo XI. Hijo de Tore de Bjarkøy, pertenecía a una amplia familia acostumbrada a cerrar alianzas con otros poderosos nobles noruegos, los Bjarkøyætta.
Su hermano Thorir Hund fue uno de los caudillos tradicionales que defendían el sistema imperante de reinos autónomos y el Thing, la asamblea de hombres libres típico de los países escandinavos, encabezando la rebelión contra los reformistas favorables al feudalismo que desembocó en la caída y muerte del rey Olaf II el Santo en la batalla de Stiklestad en 1030.

## Herencia
Casó con Sigrid Skjalgsdatter, hija de Torolv skjalg Ogmundson y hermana del monarca rugio, Erling Skjalgsson de Sola, reino de Rogaland.
Tuvieron un hijo llamado Asbjørn Selsbane; ambos (padre e hijo) fueron asesinados en diferentes momentos, víctimas de las circunstancias históricas que tambalearon el sistema de clanes noruegos en oposición al feudalismo de Olaf II el Santo.